# Stelle morenti
Stelle morenti (Étoiles mourantes) è un romanzo di fantascienza di Ayerdhal e Jean-Claude Dunyach del 1999.
Descrive il mondo umano dopo che l'umanità è stata divisa in quattro rami dagli Animali-città. Il romanzo ha vinto il premio Tour Eiffel di fantascienza nel 1999 e il premio Ozone 2000.
Il romanzo si svolge 700 anni dopo Étoiles mortes, romanzo del 1991 scritto solo da Jean-Claude Dunyach e vincitore del premio Rosny aîné 1992.